# Сяовэнь-ди (Северная Вэй)
(Северно-)Вэйский Сяовэнь-ди (кит. трад. (北)魏孝文帝), личное имя Тоба Хун (кит. трад. 拓拔弘, 13 октября 467 — 26 апреля 499), впоследствии сменил фамилию с Тоба на Юань (кит. 元) — сяньбиец, правитель государства Северная Вэй. Храмовое имя — Гао-цзу (高祖).

## Биография
Родился в 467 году, когда его недавно возведённому на трон отцу-императору было всего 13 лет, и вместо того правила мачеха — вдовствующая императрица Фэн. Рождение сына стало поводом к тому, что император начал править самостоятельно, а вдовствующая императрица Фэн сосредоточилась на воспитании внука. В 469 году 2-летний Тоба Хун был объявлен наследником престола.
В 471 году увлёкшийся даосизмом и буддизмом император отрёкся от престола, чтобы сосредоточиться на изучении наук, и 4-летний Тоба Хун стал императором с тронным именем Сяовэнь-ди. Отрёкшийся император стал регентом, и продолжал контролировать жизнь Двора и совершать военные походы.
В 476 году отрёкшийся император Сяньвэнь-ди скончался, и регентом вновь стала великая вдовствующая императрица Фэн. Она осуществляла политику китаизации империи путём заключения браков между членами табгачской правящей верхушки и представителями китайской аристократии из влиятельных родов прежних империй, а также с перебежчиками из южной империи Сун (где как раз в это время была свергнута правящая династия, и вместо империи Сун образовалось государство Южная Ци). Хотя никакой формальной передачи власти и прекращения регентства не было, в 480-х годах она стала передавать всё больше и больше властных полномочий подрастающему императору, который стал носить при дворе традиционное китайское императорское одеяние. В 490 году великая вдовствующая императрица Фэн скончалась, и император стал править полностью самостоятельно.
Император продолжил политику китаизации страны, и многие законы и обычаи Северной Вэй были приведены в соответствии с теми образцами, которые в своё время существовали в империи Хань. В 492 году большинство князей в империи, не являвшихся потомками её основателя Тоба Гуя, были понижены в титулах.
В 493 году император начал военную кампанию против южной империи Ци, но фактически использовал её как предлог для решения о переносе столицы из Пинчэна в Лоян, что и было осуществлено в 494 году. В 495 году он провёл ещё одну военную кампанию против Ци, но без особого успеха.
В 495 году было законодательно запрещено ношение сяньбийской одежды и употребление сяньбийского языка — предписывалось носить китайскую одежду и говорить по-китайски. В 496 году был издан указ о смене сяньбийских фамилий на китайские, и фамилия императорского клана «Тоба» была заменена на «Юань». Эти меры по китаизации страны вызвали противодействие сяньбийской верхушки, и в 496 году состоялось два заговора против императора (в том числе с участием наследника престола Тоба Сюня), однако попытки восстаний были подавлены.
В 497 году была предпринята ещё одна военная кампания против южной империи Ци, но и она не привела к значительным результатам. В 498 году император заболел, однако, когда в 499 году империя Ци попыталась нанести ответный удар — вышел в поход против врага. Во время этого похода император умер; его смерть держалась в тайне вплоть до момента, пока тело императора не было доставлено обратно в Лоян.

## Девизы правления
- Яньсин (延興) (471—476)
- Чэнмин (承明) (476)
- Тайхэ (太和) (477—499)